# شمعية شوكية
شمعية شوكية (الاسم العلمي: Acanthocereus)، هو جنس من الصبار. تأخذ أنواعها شكل شجيرات ذات سيقان مقوسة أو متسلقة يصل ارتفاعها إلى عدة أمتار. الاسم العلمي مشتق من الكلمة اليونانية άκανθα (acantha)، والتي تعني شوك، والكلمة اللاتينية cereus، والتي تعني شمعة. الجنس موطنه الأصلي في الأمريكتين الاستوائية في الغالب من تكساس والطرف الجنوبي لفلوريدا إلى الجزء الشمالي من أمريكا الجنوبية (كولومبيا وفنزويلا)، بما في ذلك جزر الكاريبي.